# 匹伐他汀
匹伐他汀（Pitavastatin，通常以鈣鹽形式販售）是一種降血液膽固醇的藥物，本品屬於他汀類藥物（HMG-CoA reductase）。匹伐他汀在美國以商品名Livalo銷售，在歐洲和俄羅斯以商品名Livazo銷售。如同其他的他汀類藥物，本品為羥甲基戊二酸單醯輔酶A還原酶抑制劑，該酵素會催化膽固醇合成的第一步。
2003年，本品開始於日本販賣，目前在大韓民國和印度也有銷售。預計匹伐他汀在東南亞國將被批准。美國食品及藥物管理局已在2009年核准該藥物。本品的美國專利屬於興和製藥公司（Kowa Pharmaceuticals）。

## 用途
和其他的他汀類藥物一樣，匹伐他汀適用於高膽固醇血症（高膽固醇）和預防心血管疾病。2009年LIVES試驗在經過104週的實驗後發現，匹伐他汀可以增加高密度脂蛋白（HDL）。特別是HDL低於40 mg/dL的患者，上升率為24.6％，此外也大幅減少了低密度脂蛋白31.3%。對於從其他他汀類藥物轉換並隨時間升高的患者，HDL會有所改善。CIRCLE試驗在70個月的觀察性研究中，匹伐他汀比阿托伐他汀（atorvastatin）更能增加HDL。
本品對血糖控制可能有益。因此，匹伐他汀可能適用於LDL過高、HDL過高，和患有糖尿病的代謝症候群。

## 副作用
匹伐他汀常見的相關副作用（例如頭痛，胃部不適，肝功能測試異常，和肌肉痙攣）和其他的他汀類藥物相似。然而，匹伐他汀似乎比某些脂溶性他汀類藥物有更少的肌肉副作用，因為匹伐他汀是水溶性的（例如普伐他汀）。
有一項研究發現，匹伐他汀使輔酶Q10的減少程度比起某些他汀類藥物下降程度不那麼明顯（儘管HMG-CoA還原酶途徑固有化學性質使得所有他汀類藥物都具有抑制作用，但這種可能性不大）
和其他他汀類藥物相反，有證據顯示匹伐他汀會改善人體內的胰島素抵抗，通過穩態模型評估（HOMA-IR）方法評估胰島素抵抗
曾有研究報導匹伐他汀會使用藥者血漿中的尿酸升高。

## 代謝和交互作用
大部分的匹伐他汀都由肝臟 細胞色素P450代謝，導致增加和一些特定的食物（像葡萄柚）產生藥物交互作用。匹伐他汀最主要代謝的路徑是葡萄苷酸化。

## 歷史
匹伐他汀（以前稱為伊伐他汀，伊巴韋司汀，尼伐他汀，NK-104或NKS-104）由日產化學工業公司在日本發現，並由東京都的興和製藥公司進一步開發。美國食品和藥物管理局於2009年3月8日以商品名Livalo批准美國使用匹伐他汀。匹伐他汀也在2010年8月17日獲得英國藥品和保健品監管機構（MHRA）的批准。

## 外部連結
- FDA approval history（页面存档备份，存于）